# Fatou Keïta
Fatou Keïta (Soubré, 1965) és una escriptora ivoriana en llengua francesa.
Va cursar estudis primaris a Bordeus on el seu pare acabava cirurgia, més tard va estudiar en Anglaterra, Estats Units i a la Universitat de Cocody. La seva primera novela, Rebelle, parla de l'ablació.